# Lophophora williamsii
Lophophora williamsii, peyote of peyotl is een kleine doornloze bolvormige cactus die in de zuidelijke Verenigde Staten en Mexico groeit. De plant heeft ribben en is grijsgroen van kleur. Het bloemetje dat in het hart van de plant bloeit is roze.
De plant is vooral bekend omdat hij een groot aantal psycho-actieve alkaloïdes met mescaline-achtig effect bevat die bij inwendig gebruik leiden tot hallucinaties. Naast de mescaline bevat de plant hordenine, N-methyl-mescaline, N-acetylmescaline, pellotine, anhalinine, anhalonine, anhalidine, anhalonidine, anhalamine, O-methylanhalonidine, tyramine en lophophorine. De plant wordt wel als drug verkocht en genuttigd. In de Verenigde Staten is dit gebruik legaal voor de leden van de NAC (Native American Church) die ca 250.000 leden kent, en in Mexico is de peyote legaal voor de Huichol.
Verwante soorten:
L. diffusa,
L. fricii,
L. koehresii